# 濡れ場
濡れ場（ベッドシーン、セックスシーンとも）は、映画やテレビドラマなどに登場する性交シーンのこと。性交以外の性行為や性描写のないヌードシーンも、濡れ場と呼ばれることがある。

## 概要
濡れ場は、情事を意味する「濡れ事」から派生した語である。そもそも、歌舞伎用語の一つであり、これが映画に転じられた。
ポルノ映画やアダルトビデオなどの撮影では実際に性交を行うことが多いのに対し（本番行為）、一般映画やテレビドラマの撮影ではそのような手法はごくまれであり、ほとんどは裸に見せかけ、布団などの中でそれらしい体勢で接吻や愛撫を交わすなどの演技をするという模擬的なものである。
かつては、映画やテレビの中で実際に性交や擬似行為を行うことは、各国の法律・条例・自主規制などで厳しく規制されていた。日本では『愛のコリーダ』・日活ロマンポルノ・『黒い雪』などでは起訴される騒動になった（詳細はわいせつ物頒布罪を参照）。ポルノ映画も、1969年にデンマークで初めて解禁され、70年代に各国で規制緩和が始まるまでは、非合法で出回っているのみであった。
現在知られている最初期の性交シーンがある非ポルノ映画は1933年のチェコで公開された『春の調べ』である（実際はヌードシーンはあるものの、性交シーンでは女優の肩・腕・顔しか映っていない）。このシーンは、ポルノ映画以外で初めて女性のオルガズムの演技を描写した例でもある。1959年のデンマーク映画『En Fremmed Banker På (英題：A Stranger Knocks)』も擬似性交シーンがある。1963年のスウェーデン映画『沈黙』は非ポルノ映画で初めて女性の自慰を演技した作品と言われている。1966年のデンマーク映画『Gift』では、擬似ではなく実際の性交が映画中に行われている。
1956年のフランス映画『素直な悪女』では、セクシー女優のブリジット・バルドーが性交前に服を脱ぎながら激しく抱き合いキスをするシーンと、性交後にベッドで抱き合うシーンを演じ、濡れ場を一般映画に持ち込む刺激となった。
現代の映画・TVドラマではハーヴェイ・ワインスタインによる長期におよぶ性加害事件をきっかけに、若手女優が性的なシーンを意に沿わない形で撮影されることを防ぐため、濡れ場の撮影には「インティマシー・コーディネーター」の参加を求める声が上がるようになった。。

## 例
2007年には、米インディペンデント映画チャンネルとNerve.comが共同で「The 50 Greatest Sex Scenes in Cinema」というリストを発表し話題となった。以下はその上位10位である。
1位『赤い影』
1988年、監督ニコラス・ローグ、脚本アラン・スコット。ジュリー・クリスティとドナルド・サザーランドによるシーン。
2位『ヒストリー・オブ・バイオレンス』
2005年、監督デヴィッド・クローネンバーグ、脚本ジョン・ワグナー、ヴィンス・ロック。ヴィゴ・モーテンセンとマリア・ベロによるシーン。
3位『マルホランド・ドライブ』
2001年、監督・脚本デヴィッド・リンチ。ローラ・ハリングとナオミ・ワッツによる同性愛シーン。
4位『卒業白書』
1983年、監督・脚本ポール・ブリックマン。トム・クルーズとレベッカ・デモーネイによるシーン。
5位『存在の耐えられない軽さ』
1988年、監督フィリップ・カウフマン、ジャン＝クロード・カリエール、フィリップ・カウフマン。ダニエル・デイ＝ルイスとジュリエット・ビノシュによるシーン。
6位『ベティ・ブルー』
1985年、監督ジャン＝ジャック・ベネックス、脚本フィリップ・ディジャン。ベアトリス・ダルとジャン・ユーグ・アングラードによるシーン。
7位『マイ・ビューティフル・ランドレット』
1985年、監督スティーブン・フリアーズ、脚本ハニフ・クレイシ。ダニエル・デイ＝ルイスとゴードン・ウォーネックによる同性愛シーン。
8位『セクレタリー』
2002年、監督スティーブン・シャインバーグ、脚本エリン・クレシダ・ウィルソン。ジェームズ・スペイダーとマギー・ジレンホールによるシーン。
9位『ビッグ・イージー』
1987年、監督ジム・マクブライド、脚本ダニエル・ペトリー・ジュニア。デニス・クエイドとエレン・バーキンによるシーン。
10位『ヤング・フランケンシュタイン』
1974年、監督メル・ブルックス、脚本メル・ブルックス、ジーン・ワイルダー。マデリーン・カーンとジーン・ワイルダーによるシーン。